# 보호앙옌
보호앙옌(베트남어: Võ Hoàng Yến, 1988년 10월 29일 ~ )은 베트남의 모델이다. 2008년 베트남 슈퍼모델 선발 대회에서 우승을 차지했으며 2009년 미스 유니버스에서 베트남 대표로 참가했다.